# Bishōnen

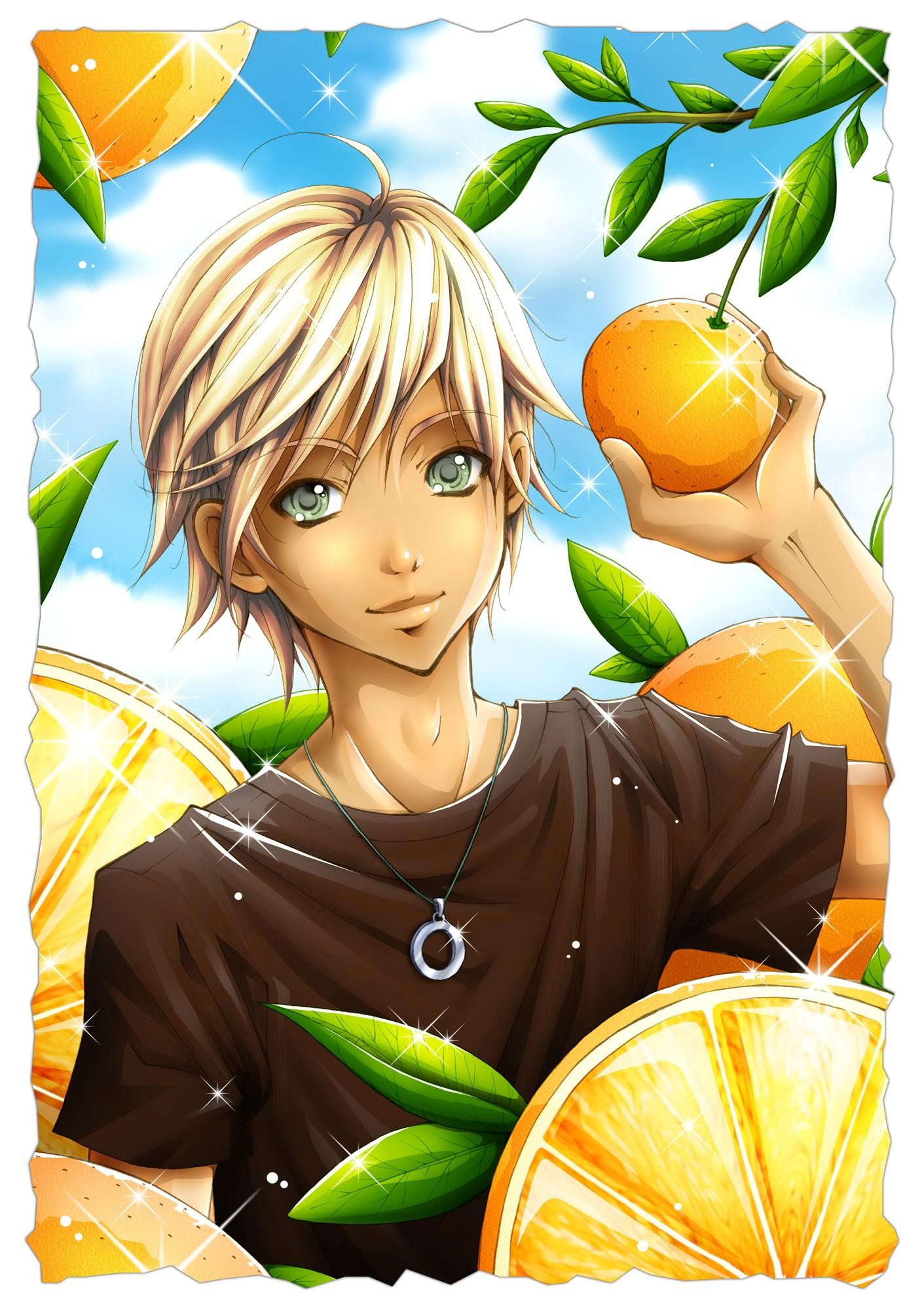
Ejemplo de personaje de manga Bishōnen.

Bishōnen (美少年 lit. Joven hermoso?), transliterado como bishounen, es un concepto estético japonés utilizado para describir al hombre hermoso, joven e ideal, cuya belleza y atractivo trasciende el límite de género u orientación sexual. Este término ha mostrado su manifestación en la cultura pop japonesa, ganando popularidad mediante las bandas andróginas de los años 1970. Sin embargo, tiene raíces en la antigua literatura japonesa, en los ideales homosociales y homoeróticos de la corte imperial medieval de China e intelectuales, y en los conceptos estéticos indios transferidos del hinduismo, importados con el budismo a China. Actualmente, bishōnen es un término muy popular entre jóvenes y mujeres en Japón.

## Origen

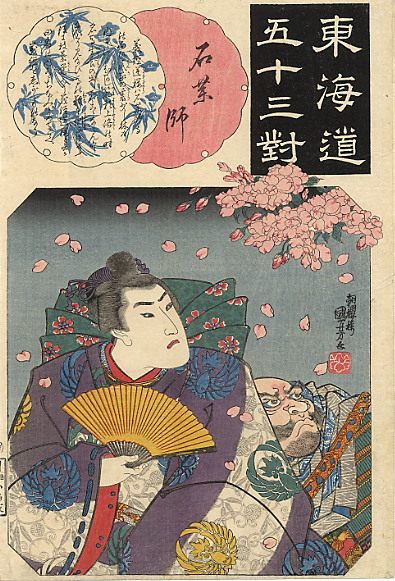
Yoshitsune, un "bishōnen" histórico, contemplando la caída de los pétalos de cerezo.

El prefíjo bi (美) se refiere a la belleza femenina, y bijin, significa literalmente "persona hermosa", y es usado para referirse a una mujer hermosa. Ocasionalmente biseinen (literalmente hombre hermoso joven) es usado como sinónimo, pero biseinen se refiere usualmente a un hombre hermoso más adulto que un bishōnen. La distinción estándar es que bishōnen se aplica a adolescentes, mientras que biseinen se refiere a jóvenes mayores de 21 años (algunas fuentes varían este dato entre los 20 a 24), y bishota se aplica a preadolescentes jóvenes masculinos. Bishōnen es el más popular de estos tres términos, y se ha convertido en el término genérico utilizado para todos los jóvenes hermosos. Por lo general de 15 a 19 años.
La estética del bishōnen comenzó aplicándose a los actores afeminados que interpretaban roles de personajes femeninos en el teatro kabuki. Es un concepto visto comúnmente hoy en día en el anime y manga japonés, especialmente en los estilos shōjo, shōnen-ai, y yaoi.

## Uso
Algunos fanes occidentales de manga y anime utilizan este término para referirse a cualquier personaje masculino hermoso, o cualquier personaje homosexual. En lugar de bishōnen, algunos fanáticos prefirieron el término un poco más neutral, bishie o bijin, pero ambos términos son poco comunes. El término binanshi fue popular en los años 1980. Bishōnen se utiliza ocasionalmente para describir a algunos personajes femeninos andróginos o cualquier mujer con rasgos que cumplen con el estereotipo de un bishōnen.